# TNA Knockout Tag Team Championship
Le TNA Knockouts World Tag Team Championship est un championnat par équipe féminin de catch, défendu au sein de la fédération américaine Total Nonstop Action Wrestling.

## Histoire du titre
La création du titre est annoncée le 20 août 2009 durant un segment de TNA Impact!. Le 20 septembre 2009, Taylor Wilde et Sarita sont couronnées les premières championnes à l'issue d'un tournoi.
Le 8 mars 2010, The Beautiful People devient la première équipe à remporter le championnat en trio.
Le 28 février 2012, Eric Young devient le premier homme à remporter le titre.
Le 20 juin 2013 à Impact Wrestling, Brooke Hogan retire les ceintures des mains d'ODB et Eric Young. Le 27 juin 2013, les titres sont désactivés ; leur profil ne figure plus dans la liste des championnats actifs sur le site officiel de la TNA.
Le 24 octobre 2020 lors de Bound for Glory, Madison Rayne annonce la réactivation du championnat. Le titre est mis en jeu dans un tournoi dont la finale, tenue le 16 janvier 2021, couronne Fire 'N Flava.

## Liste des championnes
| #  | Championnes                                                         | Règnes | Date              | Jours      | Lieu                            | Évènement              | Notes | Réf.   |
| -- | ------------------------------------------------------------------- | ------ | ----------------- | ---------- | ------------------------------- | ---------------------- | --- | ------ |
| 1  | Sarita et Taylor Wilde                                              | 1      | 20 septembre 2009 | 106 jours  | Orlando                         | No Surrender (2009)    | En battant The Beautiful People (Madison Rayne et Velvet Sky) lors de la finale d'un tournoi à 8 équipes,. |        |
| 2  | Awesome Kong et Hamada                                              | 1      | 4 janvier 2010    | 63 jours   | Orlando                         | Impact!                | [ 6 ] |        |
| —  | Vacant                                                              | —      | 8 mars 2010       | —          | Orlando                         | Impact!                | Laissé vacant à la suite du renvoi d'Awesome Kong de la TNA le 1er mars, officiellement parce que le titre n'avait pas été défendu depuis plus de 30 jours. |        |
| 3  | The Beautiful People (Madison Rayne, Velvet Sky et Lacey Von Erich) | 1      | 8 mars 2010       | 141 jours  | Orlando                         | Impact!                | Sky et Rayne ont remporté un Triple Threat Tag Team match face à Taylor Wilde et Sarita et Angelina Love et Tara. Von Erich est cependant également considéré comme championne et apte à défendre le titre,.                                                                                                |        |
| 4  | Hamada (2) et Taylor Wilde (2)                                      | 1      | 27 juillet 2010   | 132 jours  | Orlando                         | Impact!                | En battant Sky et Von Erich. L'épisode a été diffusé le 5 août,. |        |
| —  | Vacant                                                              | —      | 6 décembre 2010   | —          | Orlando                         | Impact!                | Laissé vacant à la suite des départs de Hamada et Taylor Wilde de la TNA, officiellement parce le titre n'avait pas été défendu depuis 30 jours,. |        |
| 5  | Angelina Love et Winter                                             | 1      | 10 décembre 2010  | 93 jours   | Orlando                         | Impact!                | En battant Madison Rayne et Tara lors de la finale d'un tournoi. L'épisode a été diffusé le 23 décembre,. |        |
| 6  | Sarita (2) et Rosita                                                | 1      | 13 mars 2011      | 121        | Orlando                         | Victory Road (2011)    | En battant Angelina Love et Winter lors de Victory Road (2011). |        |
| 7  | Tara et Miss Tessmacher                                             | 1      | 12 juillet 2011   | 106 jours  | Orlando                         | Impact!                | En battant Sarita et Rosita. L'épisode a été diffusé le 21 juillet 2011. |        |
| 8  | Gail Kim et Madison Rayne (2)                                       | 1      | 26 octobre 2011   | 125        | Macon                           | Impact Wrestling       | En battant Tara et Brooke Tessmacher. L'épisode fut diffusé le 3 novembre 2011 |        |
| 9  | ODB et Eric Young                                                   | 1      | 28 février 2012   | 478        | Orlando                         | Impact Wrestling       | En battant Gail Kim et Madison Rayne |        |
| —  | Vacant                                                              | —      | 20 juin 2013      | —          | Peoria                          | Impact Wrestling       | ODB et Eric Young furent dépouillés des titres par Brooke Hogan |        |
| —  | Désactivé                                                           | —      | 27 juin 2013      | —          | —                               | —                      | |        |
| 10 | Fire 'N Flava (Kiera Hogan et Tasha Steelz)                         | 1      | 16 janvier 2021   | 99         | Nashville, Tennessee            | Hard to Kill (2021)    | Le 24 octobre 2020 est annoncé un tournoi déterminant les nouvelles championnes par équipe des Knockouts. |        |
| 11 | Jordynne Grace et Rachael Ellering                                  | 1      | 25 avril 2021     | 20         | Nashville, Tennessee            | Rebellion (2021)       | |        |
| 12 | Fire 'N Flava (Kiera Hogan et Tasha Steelz)                         | 2      | 15 mai 2021       | 63         | Nashville, Tennessee            | Under Siege (2021)     | |        |
| 13 | Decay (Havok et Rosemary)                                           | 1      | 17 juillet 2021   | 98         | Nashville, Tennessee            | Slammiversary (2021)   | |        |
| 14 | The IInspiration (Cassie Lee et Jessie McKay)                       | 1      | 23 octobre 2021   | 133 jours  | Las Vegas (Nevada)              | Bound for Glory (2021) | En battant DECAY. Elles remportent les titres pour la première fois de leurs carrières et leurs seconds titres par équipes. | [ 16 ] |
| 15 | The Influence (Madison Rayne et Tenille Dashwood)                   | 1      | 5 mars 2022       | 106 jours  | Louisville (Kentucky)           | Sacrifice (2022)       | En battant The IInspiration. Elles remportent les titres pour la première fois de leurs carrières. | [ 17 ] |
| 16 | Death Dollz (Rosemary (2) et Taya Valkyrie)                         | 1      | 19 juin 2022      | 54 jours   | Nashville (Tennessee)           | Slammiversary (2022)   | En battant The Influence. Rosemary devient la seconde catcheuse à gagner deux fois les ceintures en solo, tandis que Taya Valkyrie les remporte pour la première fois de sa carrière. | [ 18 ] |
| 17 | VXT (Chelsea Green et Deonna Purrazzo)                              | 1      | 12 août 2022      | 57 jours   | Chicago (Illinois)              | Emergence (2022)       | En battant Death Dollz. Elles remportent les titres pour la première fois de leurs carrières. | [ 19 ] |
| 18 | Death Dollz (Jessicka (2), Rosemary (3) et Taya Valkyrie (2))       | 1      | 8 octobre 2022    | 159 jours  | Albany (New York)               | Bound for Glory (2022) | En prenant leur revanche sur VXT. Jessicka et Taya Valkyrie remportent les titres pour la seconde fois, Rosemary devient la seconde catcheuse à gagner trois fois les ceintures en solo, mais il s'agit de leur premier règne en trio.                                                                      | [ 20 ] |
| 19 | The Coven (KiLynn King et Taylor Wilde)                             | 1      | 16 mars 2023      | 121 jours  | Las Vegas (Nevada)              | Impact!                | En battant Death Dollz. KiLynn King les titres pour la première fois de sa carrière, tandis que Taylor Wilde devient la seconde catcheuse à gagner trois fois les ceintures avec une seconde partenaire et au plus grand nombre de règnes en solo, derrière Rosemary (4).                                   | [ 21 ] |
| 20 | MK Ultra (Killer Kelly et Masha Slamovich)                          | 1      | 15 juillet 2023   | 182 jours  | Windsor (Ontario) Canada        | Slammiversary (2023)   | En battant The Coven. Elles remportent les titres pour la première fois de leurs carrières. | [ 22 ] |
| 21 | DECAY (Havok (3) et Rosemary (4))                                   | 2      | 13 janvier 2024   | 41 jours   | Las Vegas (Nevada)              | Hard to Kill (2024)    | En battant MK Ultra. Elles deviennent la troisième équipe à gagner deux fois les ceintures. Havok devient la troisième catcheuse à gagner trois fois les ceintures en solo, tandis que Rosemary devient la première catcheuse à gagner quatre fois les ceintures et au plus grand nombre de règnes en solo. | [ 23 ] |
| 22 | MK Ultra (Killer Kelly et Masha Slaovich)                           | 2      | 23 février 2024   | 14 jours   | La Nouvelle-Orléans (Louisiane) | No Surrender (2024)    | En prenant leur revanche sur DECAY. Elles deviennent la troisième équipe à gagner deux fois les ceintures. Il s'agit du règne le plus court de l'histoire des titres. | [ 24 ] |
| 23 | Spitfire (Dani Luna et Jody Threat)                                 | 1      | 8 mars 2024       | 56 jours   | Windsor (Ontario) Canada        | Sacrifice (2024)       | En battant MK Ultra. Elles remportent les titres pour la première fois de leurs carrières. | [ 25 ] |
| 24 | Alisha Edwards et Masha Slamovich (3)                               | 1      | 3 mai 2024        | 133 jours  | Albany (New York)               | Under Siege (2024)     | En battant Spitfire. Alisha Edwards remporte les titres pour la première fois de sa carrière, tandis que Masha Slamovich devient la troisième catcheuse à gagner deux fois les ceintures en solo. | [ 26 ] |
| 25 | Spitfire (Dani Luna et Jody Threat)                                 | 2      | 13 septembre 2024 | 182 jours+ | Cleveland (Ohio)                | Victory Road (2024)    | |        |

## Règnes combinés
| Signe | Notes                       |
| ----- | --------------------------- |
|       | Travaille toujours à la TNA |

### En solo
| Rang | Champion         | Règnes | Jours |
| ---- | ---------------- | ------ | ----- |
| 1.   | ODB              | 1      | 478   |
| 1.   | Eric Young       | 1      | 478   |
| 3.   | Taylor Wilde     | 3      | 377   |
| 4.   | Madison Rayne    | 3      | 372   |
| 5.   | Rosemary         | 4      | 335   |
| 6.   | Masha Slamovich  | 2      | 329   |
| 7.   | Havok            | 3      | 281   |
| 8.   | Sarita           | 2      | 227   |
| 9.   | Taya Valkyrie    | 2      | 196   |
| 9.   | Killer Kelly     | 2      | 196   |
| 11.  | Dani Luna        | 2      | 238   |
| 11.  | Jody Threat      | 2      | 238   |
| 12.  | Hamada           | 2      | 195   |
| 13.  | Kiera Hogan      | 2      | 162   |
| 13.  | Tasha Steelz     | 2      | 162   |
| 15.  | Lacey Von Erich  | 1      | 141   |
| 15.  | Velvet Sky       | 1      | 141   |
| 17.  | KiLynn King      | 1      | 139   |
| 19.  | Cassie Lee       | 1      | 133   |
| 19.  | Jessie McKay     | 1      | 133   |
| 19.  | Alisha Edwards   | 1      | 133   |
| 22.  | Gail Kim         | 1      | 125   |
| 23.  | Rosita           | 1      | 121   |
| 24.  | Miss Tessmacher  | 1      | 106   |
| 24.  | Tara             | 1      | 106   |
| 24.  | Tenille Dashwood | 1      | 106   |
| 27.  | Angelina Love    | 1      | 93    |
| 27.  | Winter           | 1      | 93    |
| 29.  | Awesome Kong     | 1      | 63    |
| 30.  | Chelsea Green    | 1      | 56    |
| 30.  | Deonna Purrazzo  | 1      | 56    |
| 32.  | Jordynne Grace   | 1      | 20    |
| 32.  | Rachael Ellering | 1      | 20    |

### Par équipe
| Rang | Champion                                                              | Règnes | Jours |
| ---- | --------------------------------------------------------------------- | ------ | ----- |
| 1.   | ODB et Eric Young                                                     | 1      | 478   |
| 2.   | MK Ultra (Masha Slamovich et Killer Kelly)                            | 2      | 196   |
| 3.   | Spitfire (Dani Luna et Jody Threat                                    | 2      | 238   |
| 4.   | Fire 'N Flava (Kiera Hogan et Tasha Steelz)                           | 2      | 162   |
| 5.   | Death Dollz (Jessicka, Rosemary et Taya Valkyrie)                     | 1      | 142   |
| 6.   | The Beautiful People (Madison Rayne et Velvet Sky et Lacey Von Erich) | 1      | 141   |
| 7.   | The Coven (KiLynn King et Taylor Wilde)                               | 1      | 139   |
| 7.   | Decay (Havok et Rosemary)                                             | 2      | 139   |
| 9.   | The IInspiration (Cassie Lee et Jessie McKay)                         | 1      | 133   |
| 9.   | Alisha Edwards (Masha Slamovich                                       | 1      | 133   |
| 11.  | Hamada et Taylor Wilde                                                | 1      | 132   |
| 12.  | Gail Kim et Madison Rayne                                             | 1      | 125   |
| 13.  | Rosita et Sarita                                                      | 1      | 121   |
| 14.  | Miss Tessmacher et Tara                                               | 1      | 106   |
| 14.  | Sarita et Taylor Wilde                                                | 1      | 106   |
| 14.  | The Influence (Madison Rayne et Tenille Dashwood)                     | 1      | 106   |
| 17.  | Angelina Love et Winter                                               | 1      | 93    |
| 18.  | Awesome Kong et Hamada                                                | 1      | 63    |
| 19.  | VXT (Chelsea Green et Deonna Purrazzo)                                | 1      | 56    |
| 20.  | Rosemary et Taya Valkyrie                                             | 1      | 54    |
| 21.  | Jordynne Grace et Rachael Ellering                                    | 1      | 20    |